# Магистрала на бандейрантите
Магистралата на бандейрантите (на португалски: Rodovia dos Bandeirantes, SP-348) е автомагистрала в щата Сау Паулу, Бразилия.
С дължина 173 километра тя свързва град Сау Паулу с Магистрала „Анхангуера“ край градчето Кордейрополис, преминавайки през Жундиаи, Кампинас, Сумаре и Санта Барбара д'Уести.
Открита е през 1978 година и носи името на бандейрантите – изследователи на вътрешността на страната през ХVІ – ХVІІІ век.